# 章克申城 (加利福尼亞州)
章克申城（英語：Junction City）是位於美國加利福尼亞州三一縣的一個人口普查指定地區。

## 地理
章克申城的座標為40°44′37″N 123°03′31″W / 40.74361°N 123.05861°W，而該地最高點為海拔高度582米（即1909英尺）。

## 人口
根據2010年美國人口普查的數據，章克申城的面積為72.388平方千米，當中陸地面積為72.272平方千米，而水域面積為0.116平方千米。當地共有人口680人，而人口密度為每平方千米9人。